# Ervenik
Ervenik és un poble de Croàcia situat al comtat de Šibenik-Knin, a Dalmàcia. Pertanyen a aquest municipi els pobles de:
- Mokro Polje, 227 hab. (2011), 181 msnm, 44° 05′ 10″ N, 16° 01′ 48″ E / 44.08611°N,16.03000°E
- Oton, 164 hab. (2011), 422 msnm, 44° 06′ 05″ N, 16° 06′ 40″ E / 44.10139°N,16.11111°E
- Pađene, 175 hab. (2011), 342 msnm, 44° 05′ 16″ N, 16° 05′ 53″ E / 44.08778°N,16.09806°E
- Radučić, 252 hab. (2011), 297 msnm, 44° 05′ 53″ N, 16° 06′ 15″ E / 44.09806°N,16.10417°E